# Нико (филм из 2021)
Нико (енгл. Nobody) је амерички акциони трилер филм из 2021. године, режисера Илаја Најшулера, према сценарију Дерека Колстада. Главне улоге играју Боб Оденкирк, Кони Нилсен, RZA, Алексеј Серебрјаков и Кристофер Лојд. Радња прати благонаклоног породичног човека који се враћа свом некадашњем животу убице након што он и његова породица постану мета осветољубивог шефа подземља.
Филм Нико је биоскопски објављен 26. марта 2021. године, од стране Universal Pictures. Филм је биоскопски објављен 22. априла 2021. године у Србији, од стране Taramount Film-а. Наишао је на позитивне рецензије критичара и зарадио преко 57 милиона долара широм света. Наставак, Нико 2, премијерно је приказан 2025. године.

## Радња
Хач Мансел седи у соби за испитивање, тешко повређен и у модрицама. Два агента ФБИ-а га испитују о његовом идентитету, на шта Хач одговара да он једноставно „није нико”.
У флешбеку, Хач води обичан, монотон живот као канцеларијски радник са емоционално отуђеном супругом Беком, сином тинејџером Блејком и малом ћерком Еби. Једне ноћи, двоје провалника проваљују у њихову кућу са пиштољем. Блејк напада једног од њих, а Хач узима голф палицу, али се не брани. Провалници одлазе без наношења штете.
Сви мисле да је Хач кукавица јер није реаговао, али он открива свом брату Харију да се уздржао јер је знао да пиштољ провалника није био напуњен. Његов зет Чарли му нуди пиштољ за заштиту, али Хач одбија. Хач покушава да откупи посао свог таста Едија, али Еди сматра да је његова понуда лоша. Следеће вечери, Еби схвата да јој недостаје наруквица са привеском у облику мачке, па Хач креће у потрагу за њом. Сумњајући да су је провалници узели, присећа се тетоваже коју је видео на једном од њих и прати траг до салона за тетовирање. Хач их лоцира и тражи да врате наруквицу, али убрзо схвата да је немају и да су вероватно крали како би платили лечење своје бебе.
Док се враћа кући аутобусом, група пијаних насилника улази у аутобус и почиње да узнемирава једну девојку; Хач се осмехује и брутално их пребија. Вођа групе, Теди, испоставља се као брат Јулијана Кузњецова, руског шефа подземља који чува мафијашки Обшчак фонд (заједничку ризницу коришћену за решавање спорова у руској мафији). Хач Тедију преломи душник, али му спасава живот импровизованом крикотиреотомијом помоћу сламке. Ипак, Теди пада у кому и касније умире од задобијених повреда. Хач се враћа кући, где га Бека, која је свесна његове прошлости, превија. Он јој изражава своје незадовољство монотоношћу живота, након чега њих двоје потврђују своју љубав једно према другом.
У међувремену, Јулијан успева да идентификује Хача користећи аутобуску картицу коју је овај испустио и шаље тим да га ухвати, док истовремено уцењује једног званичника Министарства одбране САД како би сазнао више о Хачовој прошлости. Хари позива Хача и упозорава га на везу између Тедија и Јулијана, саветујући му да се консултује са „Берберином”, својим бившим државним надређеним. Када Јулијанов тим стигне, Хач скрива породицу и убија већину нападача. Он бива онеспособљен електро-шокером и ухваћен. Док га транспортују у гепеку аутомобила, Хач проналази и празни противпожарни апарат унутар аутомобила. Возач губи контролу, изазива судар у којем гину сви отмичари, а Хач бежи. Враћа се кући и открива да је некадашњи „ревизор”, убица који је радио за америчке обавештајне службе. На једној мисији, он је поштедео човека кога је требало да убије, а који је касније започео нови, срећан живот. Желећи исто за себе, Хач је одлучио да се повуче и смири.
Хач шаље породицу на сигурно и узима сакривено злато и новац; такође проналази Ебину наруквицу испод кауча. Он пали своју кућу како би се решио тела убијених нападача и краде комшијин аутомобил. Двојица убица покушавају да убију његовог оца Дејвида у дому за пензионере, али он их савладава јер је и сам бивши агент. Хач користи злато да купи фабрику свог таста и поставља замке широм објекта. Потом одлази да спали Јулијанов новац из Обшчак фонда. Суочава се са Јулијаном и нуди мир, али Јулијан одбија и прати га до фабрике са својим људима. Хари и Дејвид изненада долазе да му помогну, и заједно убијају Јулијана и руске мафијаше.
Полиција стиже, а сцена са почетка филма се понавља, али Хач бива пуштен без оптужби након мистериозног телефонског позива. Три месеца касније, Хач и његова породица се враћају нормалном животу и купују нову кућу, када Хач прима позив који наговештава нове невоље.
У сцени после одјавне шпици, Дејвид и Хари су приказани у камп-приколици са оружјем, вероватно на путу преко границе.

## Улоге
| Глумац              | Улога            |
| ------------------- | ---------------- |
| Боб Оденкирк        | Хач Мансел       |
| Алексеј Серебрјаков | Јулијан Кузњецов |
| Кони Нилсен         | Бека Мансел      |
| Кристофер Лојд      | Дејвид Мансел    |
| Мајкл Ајронсајд     | Еди Вилијамс     |
| Колин Салмон        | Берберин         |
|                     | Хари Мансел      |
| Били Маклелан       | Чарли Вилијамс   |
| Араја Менгеша       | Павел            |
| Гејџ Манро          | Блејк Мансел     |
| Пејзли Кадорат      | Еби Мансел       |
| Александар Пал      | Теди Кузњецов    |